# Hydraena pensylvanica
Hydraena pensylvanica es una especie de escarabajo del género Hydraena, familia Hydraenidae. Fue descrita científicamente por Kiesenwetter en 1849.
Esta especie se encuentra en los Estados Unidos y Canadá.